# Acacia leiocalyx
Acacia leiocalyx är en ärtväxtart som först beskrevs av Karel Domin, och fick sitt nu gällande namn av Leslie Pedley. Acacia leiocalyx ingår i släktet akacior, och familjen ärtväxter.

## Underarter
Arten delas in i följande underarter:
- A. l. herveyensis
- A. l. leiocalyx

## Bildgalleri

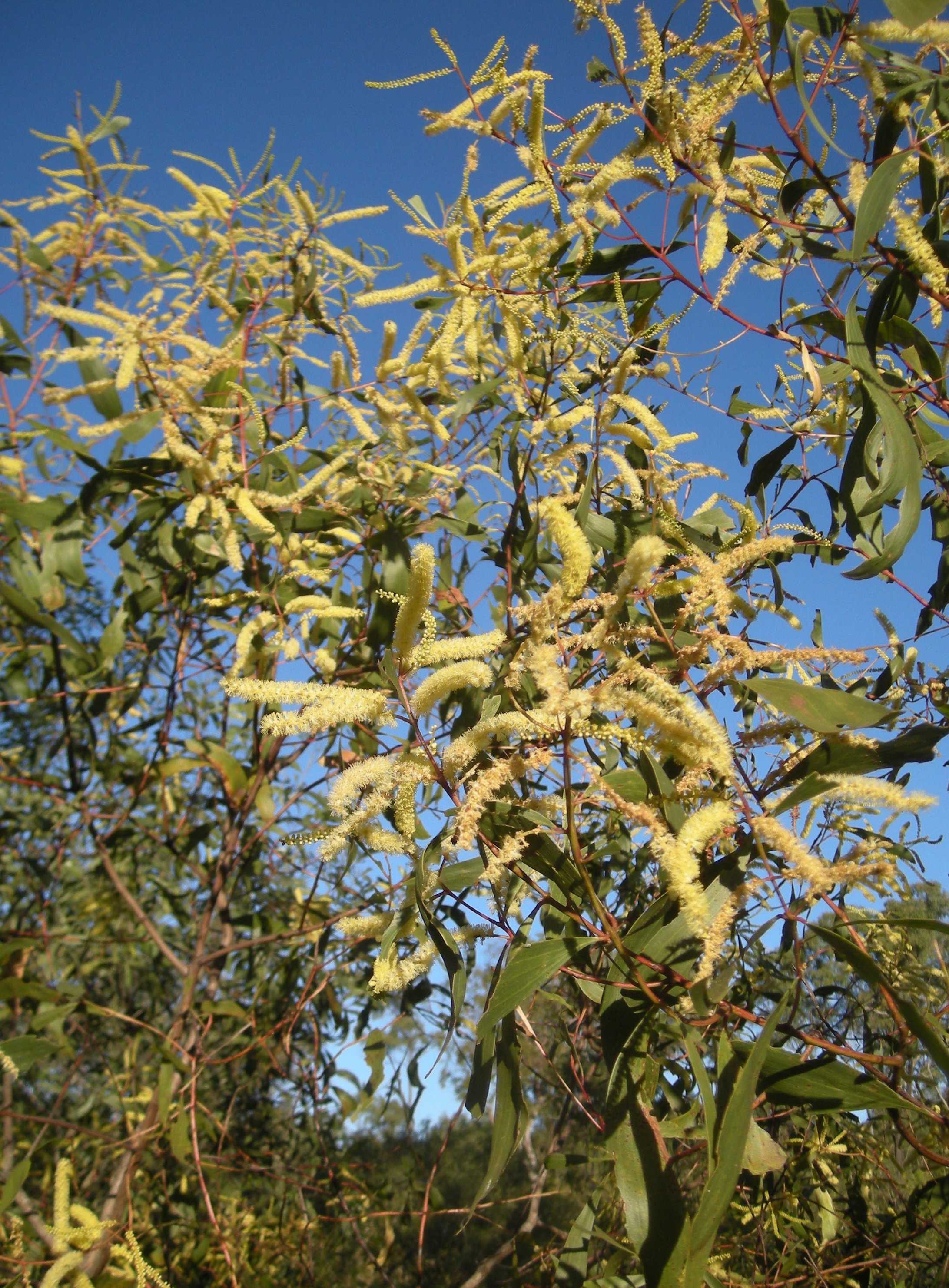